# Q'umarkaj

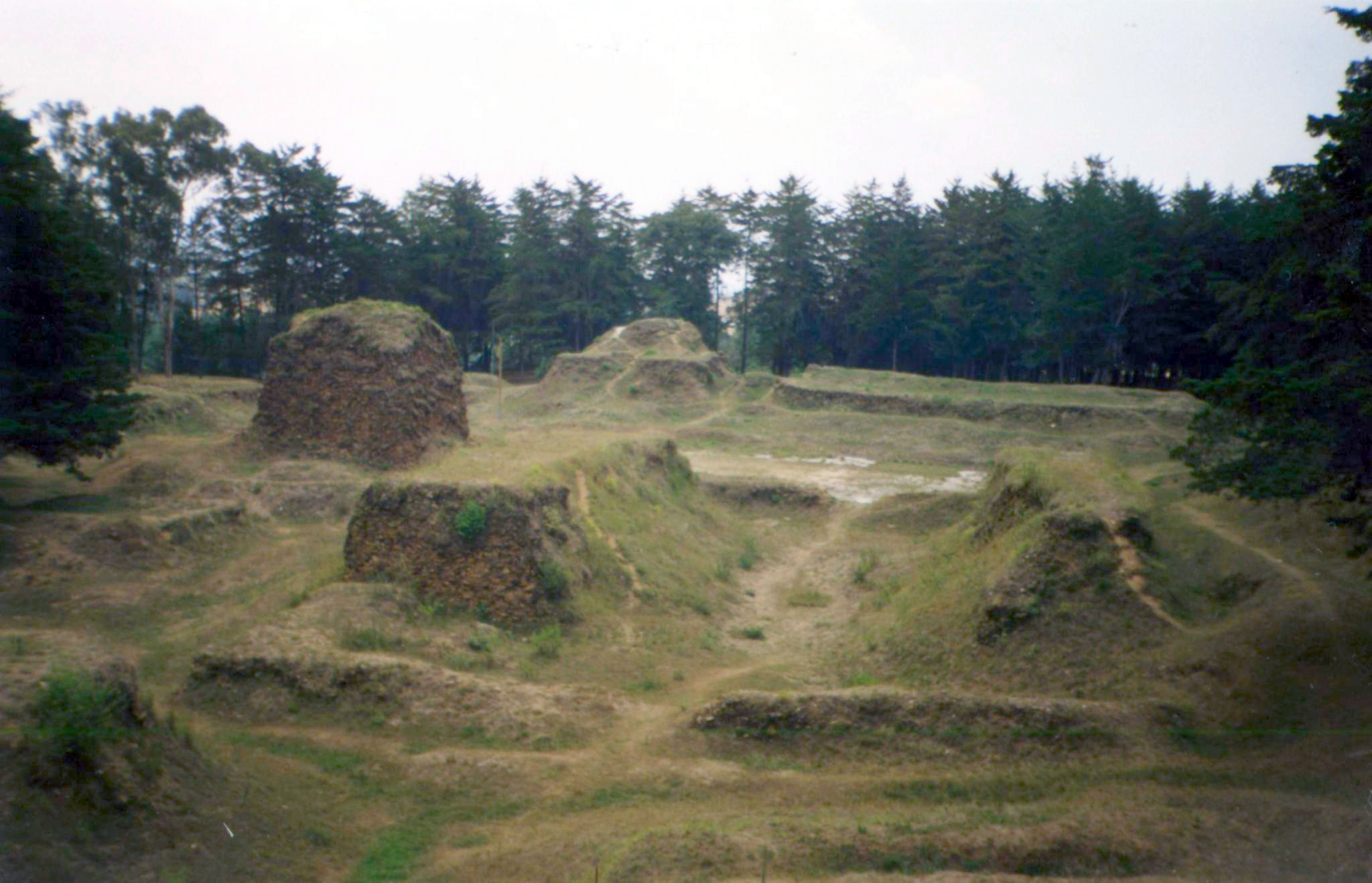
Q'umarkaj – Blick über den Ballspielplatz, den Tempel des Tohil und den Tempel des Avilix

Q'umarkaj (auch Cumarcaj oder Gumarcaah geschrieben) ist eine präkolumbianische Tempel- und Palaststadt des Maya-Stammes der Quiché im Hochland von Guatemala. Der Name bedeutet „Ort der alten Schilfbündel“ und ist möglicherweise nicht original. Andere Bezeichnungen des Ortes lauten 'Utatlan' (nahuatl) oder 'Quiché Viejo' (spanisch).

## Lage
Q'umarkaj liegt auf einem von Schluchten umgebenen und deshalb gut zu verteidigenden bewaldeten Bergplateau etwa 22 km nördlich von Chichicastenango in einer Höhe von ca. 2200 m und ist über asphaltierte aber kurvenreiche Straßen gut zu erreichen. Die nächstgelegene Stadt ist Santa Cruz del Quiché (ca. 2,5 km östlich).

## Geschichte
Q'umarkaj wurde um das Jahr 1400 von dem – möglicherweise mythischen – Herrscher Q'uq'umatz (= Quetzalcoatl bzw. „Federschlange“) gegründet und von seinen Nachfolgern, die mit Hilfe der verbündeten Cakchiquel-Maya auch über weite Teile im Süden Mesoamerikas bis hin zum heutigen El Salvador herrschten, immer weiter ausgebaut. Nach einer Revolte verließen die Cakchiquel um das Jahr 1470 die Stadt und gründeten etwa 50 km südöstlich (Luftlinie) ihre eigene Hauptstadt Iximché.
In den Jahren 1524/25 eroberten der spanische Conquistador Pedro de Alvarado und sein weniger bekannter Bruder Gonzalo an der Spitze von etwa 420 Reitern und indianischen Hilfstruppen (Tlaxcalteken und Cakchiquel) das Quiché-Imperium; dabei wurde der Anführer des Quiché-Heeres, Tecun Uman, getötet. Die Herrscher der Quiché luden Pedro de Alvarado dennoch zu einem Besuch ihrer Hauptstadt ein, doch schlug dieser sein Feldlager vor der Stadt auf. Nun lud er seinerseits die Anführer der Quiché ein, doch kurz nach ihrer Ankunft ließ er sie gefangensetzen. Nach dem Tod eines seiner Soldaten durch rebellierende Indianer ließ er die Gefangenen auf einem Scheiterhaufen verbrennen und danach die ganze Stadt in Brand setzen.

## Wiederentdeckung
Die Stadt war zwar aufgegeben aber niemals völlig in Vergessenheit geraten. Ende des 17. Jahrhunderts besuchte Francisco Ximénez, der Übersetzer des Popol Vuh, den Ort. Im Jahre 1834 verfasste Miguel Rivera y Maestre einen Bericht für die Regierung und 1840 besuchten John Lloyd Stephens und Frederick Catherwood die Ruinenstätte. Gegen Ende des 19. Jahrhunderts dokumentierte Alfred Maudslay den Ort. In den 1950er Jahren wurden Ausgrabungs- und Restaurierungsmaßnahmen durchgeführt, doch angesichts der vielen beim Bau der benachbarten Stadt Santa Cruz del Quiché wiederverwendeten Steine blieben sie in den Ansätzen stecken.

## Architektur
Eigentlich sind von der Gesamtanlage von Q'umarkaj nur drei Bauten von Interesse: die Tempelpyramiden des Tohil und des Avilix und der Ballspielplatz.
Tempelpyramide des TohilVon Francisco Ximenez im ausgehenden 18. Jahrhundert noch als höchstes Gebäude der Gesamtanlage beschrieben und von Frederick Catherwood im Jahre 1840 als hochaufragendes Bauwerk mit drei Außentreppen gezeichnet, ist vom damaligen Bestand das meiste verschwunden. Der Name verweist auf eine Gottheit, die den Quiché das Feuer brachte und den Rang eines Stadt- bzw. Stammespatrons innehatte.
Tempelpyramide des AvilixDer Tempel des Avilix ist ein gutes Beispiel für eine weitgehend unrestaurierte Pyramide, an deren Baukörper man dennoch die Absätze des Talud-tablero-Systems erkennen kann. Der Gott Avilix wird manchmal identifiziert mit Ixbalanqué, einem der 'Göttlichen Zwillinge' des Popol Vuh.
BallspielplatzDer Ballspielplatz von Q'umarkaj ist einer von vieren, deren Spuren man am Ort gefunden hat. Alle haben den typischen H-förmigen Grundriss und sind zur mittleren Spielfläche hin abgeschrägt; die seitlichen Teile des Spielfeldes haben weder eine Schräge noch einen Markierungsstein – möglicherweise galten hier andere Regeln.
PalästeVon den Palastbauten der Oberschicht ist so gut wie nichts erhalten; einige Plattformen, auf denen sie einst standen, sind noch erkennbar.
HöhlenZum Schutz vor Übergriffen wurden drei einfache Tunnelhöhlen in die Kalksteinfelsen der Umgebung gehauen, wo sich Alte, Frauen und Kinder verstecken konnten.

## Popol Vuh
Die Gründung der Stadt Q'umarkaj wird im Popol Vuh, dem heiligen Buch der Quiché – allerdings in legendenhafter Ausschmückung – beschrieben. Auch die Götter Tohil und Avilix sind dort erwähnt.

## Bilder

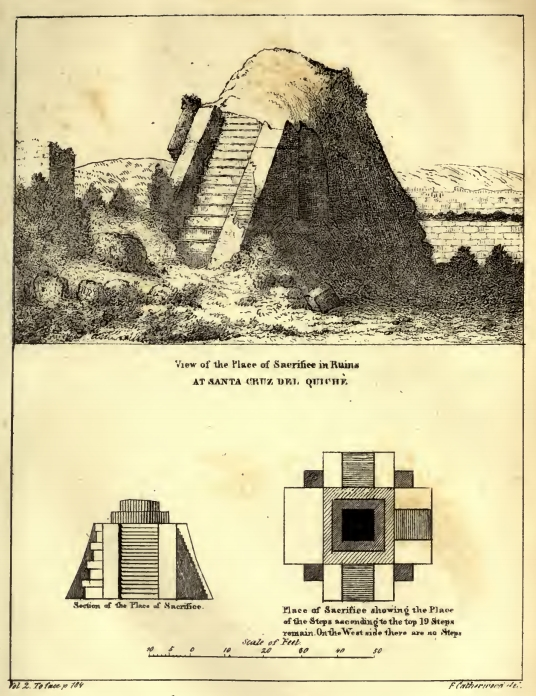
Catherwood – Skizze des Tohil-Tempels (1840)
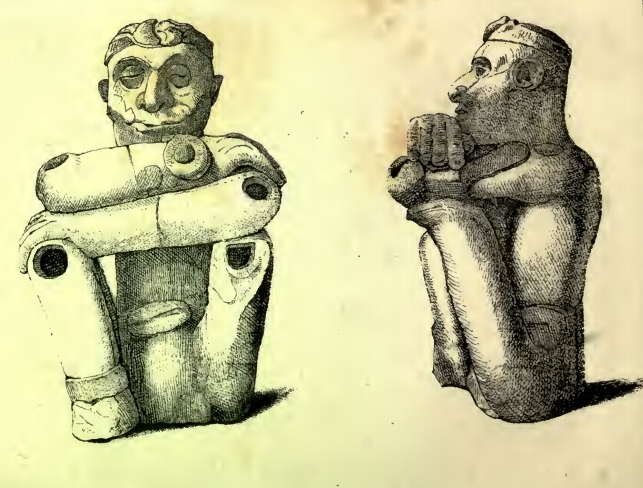
Catherwood – Terrakottafiguren (1840)
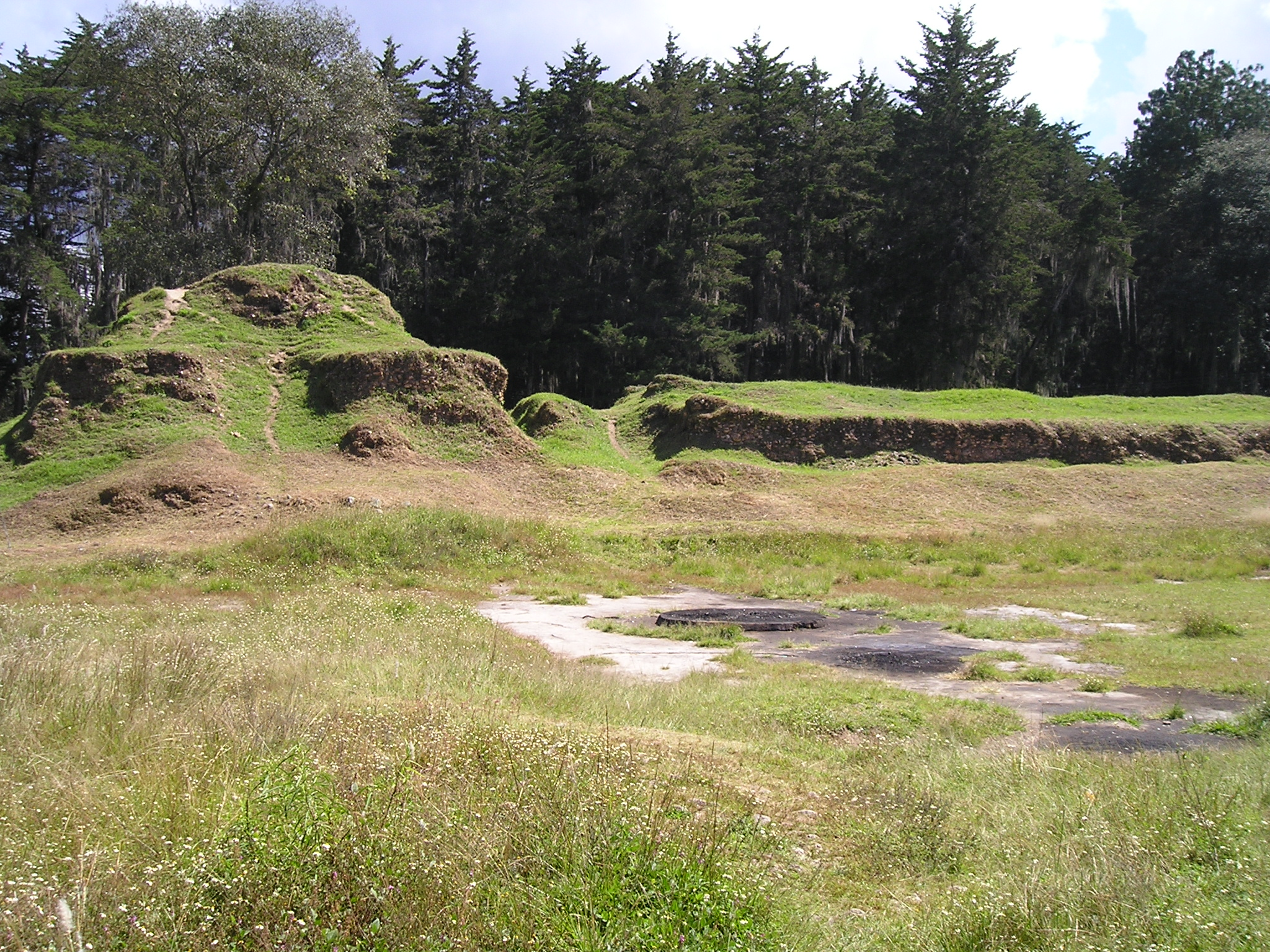
Tempel der Avilix
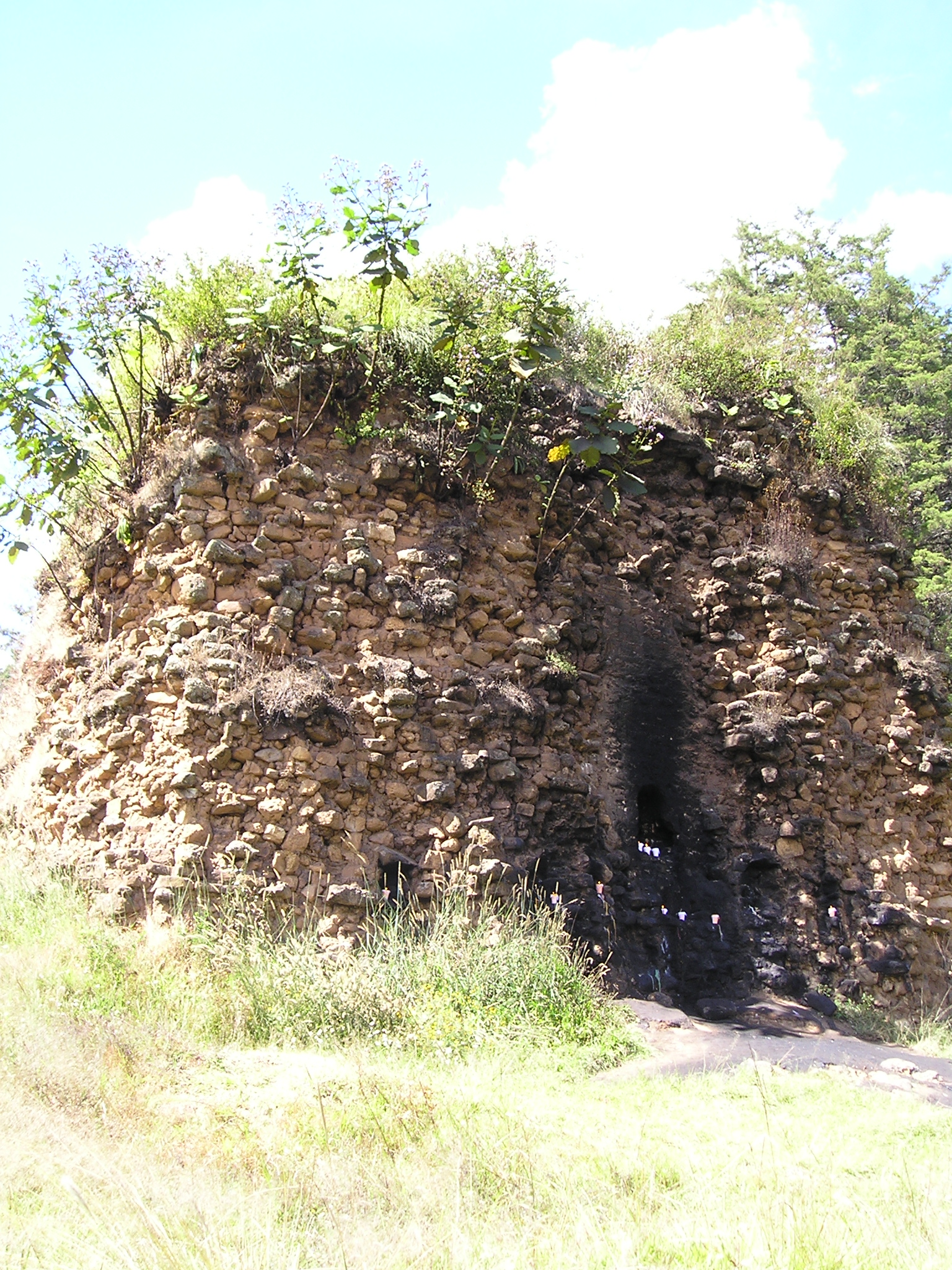
Tempel des Tohil

## Sonstiges
In unmittelbarer Nähe zur ehemaligen Hauptstadt wurden die Ruinen von vier Satellitenstädten entdeckt: Chisalin (400 Meter nördlich), Pismachi (600 Meter südlich), Atalaya (600 Meter östlich) und Pakaman (1600 Meter östlich). Sie könnten allesamt als vorgelagerte Verteidigungslinie gedient haben.